# 内閣総理大臣賞

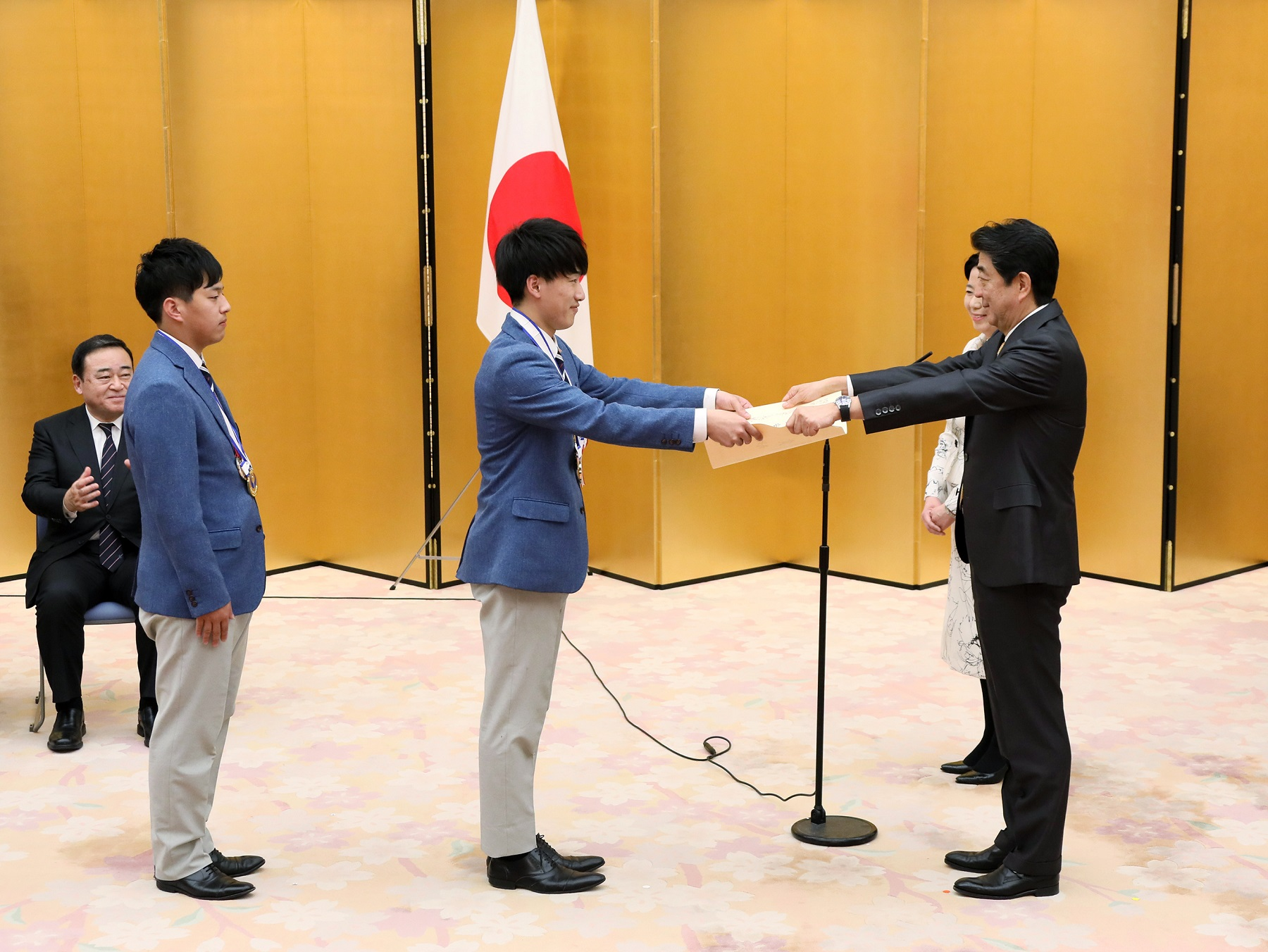
第8回ものづくり日本大賞（内閣総理大臣賞、2020年）の表彰式。

内閣総理大臣賞（ないかくそうりだいじんしょう）とは、日本国内において様々な分野で顕著な活躍あるいは成果を挙げた個人又は団体に対し、内閣総理大臣の名により授与する賞のこと。

## 概要
内閣総理大臣賞には、内閣または内閣府が定めるものと、公共の観点から授与に値すると認められた事象に対し、申請に応じて適宜授与するものとがある。

## 主な内閣総理大臣賞
- 国民栄誉賞
- 産学官連携功労者表彰（2003年（平成15年）度〜2017年（平成29年）度。2018年（平成30年）度以降は「日本オープンイノベーション大賞」に継続）
- 日本医療研究開発機構
- 日本オープンイノベーション大賞
- 全日本菊花連盟
- 日本菊花全国大会
- 日本中央競馬会：3歳クラシック競走（桜花賞、皐月賞、優駿牝馬、東京優駿、菊花賞）
- 全国トラックドライバーコンテスト
- 日本選手権競輪
- みどりの学術賞
- ものづくり日本大賞
- オーライ!ニッポン大賞
- みどり都市賞
- 富士登山競走
- 全国すし技術コンクール
- 全日本こけしコンクール
- 花火：全国花火競技大会（大曲の花火）、土浦全国花火競技大会
- キッズデザイン賞
- 全国書画展覧会
- 高校生国際美術展
- にっぽんど真ん中祭り：どまつり大賞
- 日展
- 二科展
- 院展
- NHK全国学校音楽コンクール（金賞受賞校に授与）
- 毎日パソコン入力コンクール
- 全国伝統的工芸品公募展
- 全日本大学レスリング選手権大会
- 日本民謡大賞（1978年（昭和53年）〜1992年（平成4年））